# 白刺蓋太陽魚
白刺蓋太陽魚（學名：Pomoxis annularis；英語：White crappie），又叫白莓鱸，為刺蓋太陽魚屬的一種，分布於北美洲美國及加拿大的淡水流域，體長可達53公分，棲息在沙泥底質的池塘、湖泊、河流，屬肉食性，可作為遊釣魚。

## 擴展閱讀
- 白刺蓋太陽魚的图片 （页面存档备份，存于）